# Romet Agat
Romet Agat – mały, miejski rower firmy Romet produkowany w Bydgoszczy równocześnie z modelem Jubilat.

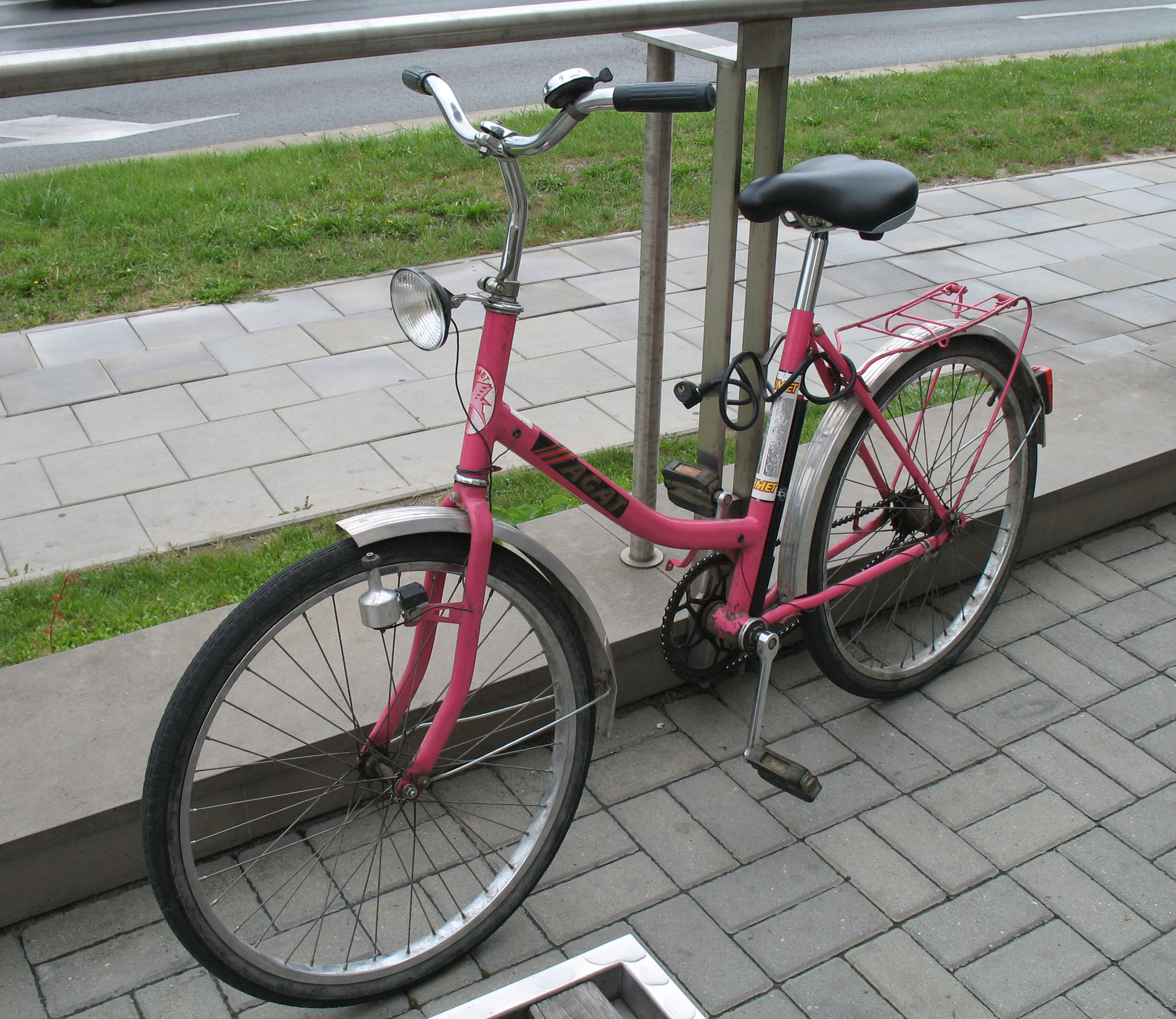
Romet Agat

Romet Agat to nieskładana wersja modelu Jubilat. Oba modele różniły się tym, że Jubilat miał w środku ramy umieszczony zawias, dzięki któremu rower można było złożyć na pół, co znacznie ułatwiało jego transport. Oba modele posiadały koła o rozmiarze 24".
Agat posiadał jedno przełożenie, co czyniło go rowerem typowo miejskim, lecz z powodu niskiej ceny i prostej konstrukcji, zyskał popularność i przyjął się praktycznie wszędzie.